# Running Free (live)
Running Free (ang. uciekam wolny) – singel koncertowy brytyjskiej heavymetalowej grupy Iron Maiden. Promował album koncertowy Live After Death.
Tytułowy utwór jest zapisany w tej samej wersji co na Live After Death. Nagranie pochodzi z Long Beach z 11 marca 1985.
Utwór „Sanctuary” (ang. schronienie) został nagrany w marcu 1985 w Long Beach.
Utwór „Murders in the Rue Morgue” (ang. i fr. Zabójstwo przy Rue Morgue, dosł. Morderstwa przy ulicy Kostniczej) zarejestrowano w Hammersmith w Londynie w październiku 1984. Piosenka oryginalnie została zamieszczona na albumie Killers. „Murders...” jest dość luźno oparty na noweli Edgara Allana Poego Zabójstwo przy Rue Morgue. Opowiada o zbiegu, który był świadkiem zabójstwa przy rzeczonej Rue Morgue (która w rzeczywistości nie istnieje). Tekst pozostawia jednak wątpliwość, czy rzeczywiście ów człowiek był jedynie obserwatorem przestępstwa, czy może sam brał w nim udział.
Autorem zdjęcia na okładce jest Ross Halfin.

## Lista utworów
1. „Running Free” [live] (Paul Di’Anno, Steve Harris) – 3:28
2. „Sanctuary” [live] (Steve Harris, Paul Di’Anno, Dave Murray) – 4:41
3. „Murders in the Rue Morgue” [live] (Steve Harris) – 4:33

## Twórcy
- Bruce Dickinson – śpiew
- Dave Murray – gitara
- Adrian Smith – gitara, podkład wokalny
- Steve Harris – gitara basowa, podkład wokalny
- Nicko McBrain – perkusja